# Sven Franck
Sven Franck (* 1976 in Erlangen) ist ein französischer Politiker (Volt) deutscher Herkunft. Von 2021 bis 2023 war er zusammen mit Fabiola Conti Co-Vorsitzender dieser Partei und wurde im Oktober 2023 zum Spitzenkandidaten für die Europawahl 2024 gewählt.

## Werdegang
Franck wurde 1976 in Erlangen geboren und wuchs in Bayreuth auf. Nach dem Abitur studierte er von 1997 bis 2002 an der Universität Regensburg Betriebswirtschaft mit den Schwerpunkten Marketing, Finanzierung und Innovationsmanagement und schloss dieses mit einem Diplom ab. Außerdem studierte er von 1999 bis 2000 an der Murray State University Business Administration und schloss dieses Studium mit einem Master ab. Nach dem Studium arbeitete Franck zunächst von 2003 bis 2009 im Familienunternehmen der Eltern in der Bademodenbranche mit, bevor er ein Start-Up in der IT-Branche gründete. 2012 folgte ein Umzug nach Lille und ein Einstieg im Open-Source-Software Unternehmen Nexedi SA, in dem Franck seither als Projektmanager für Forschungsprojekte und Marketingleiter arbeitet.

## Politische Arbeit
Franck trat 2018 Volt France bei, um dem Populismus und der extremen Rechten etwas entgegenzustellen. 2020 trat er bei den Kommunalwahlen mit Volt als Teil des Bündnis LilleVerte2020 zusammen mit l'EELV, Génération.s, Génération Écologie and Diem25 an und war von 2020 bis 2023 im politischen Kollegium des Bezirksrats aktiv. 2021 wurde Franck zusammen mit Fabiola Conti zum Co-Vorsitzenden der Partei gewählt und wurde im Oktober 2023 Spitzenkandidat von Volt Frankreich für die Europawahl 2024. Im Rahmen der Wahlkampagne reiste Franck auf den Spuren der olympischen Flamme durch Frankreich, um die Bedeutung Europas zu verdeutlichen. Volt gab mit anderen Parteien im März 2024 die Gründung der Koalition Europe Territoires Écologie bekannt, auf deren gemeinsamer Liste Franck Listenplatz 5 innehat. Im April 2024 wurde Franck als Teil der transnationalen Liste von Volt Europa für die Europawahl 2024 gewählt.

## Politische Positionen

### Europäische Union
Um die Abhängigkeit der Europäischen Union von ihren Mitgliedsstaaten zu reduzieren, befürwortet Franck die Bereitstellung unabhängiger Finanzierungsmöglichkeiten für die EU-Institutionen und schlug dazu verschiedene Möglichkeiten vor, wie eine europäische Körperschaftssteuer, einen europäischen Solidaritätszuschlag nach dem Vorbild Deutschlands oder eine CO2-Steuer auf EU-Ebene nach französischem Vorbild.
Der französische Sitz im UN-Sicherheitsrat soll mittelfristig an die EU abgegeben werden, damit diese dort auf Augenhöhe mit den USA, Russland und China steht. Die Europäischen Verträge sollen geöffnet werden, um Reformen der EU zu ermöglichen.

### Digitalisierung
Franck setzt sich für Open-Source Lösungen im Bereich der Digitalisierung ein. Diese betrachtet er als Voraussetzung für Interoperabilität. In Hinblick auf Gaia-X warnte Franck davor, dass mit der Öffnung des Projekts für die weltgrößten Technologieunternehmen europäische Technologieanbieter geschwächt werden könnten und damit das Ziel, das digitale europäische Ökosystem und europäische Souveränität zu stärken, verfehlt werden könnte. Die Entwicklung von Künstlicher Intelligenz sieht er als Chance für Übersetzungen in Echtzeit, so dass jeder seine Muttersprache im internationalen Austausch beibehalten kann und wodurch sprachlicher Reichtum erhalten werden soll.

## Privatleben
Franck ist mit einer Slowenin verheiratet. Er ist im Vorstand des Vereins für die Städtepartnerschaft zwischen Lille, Köln und Erfurt.